# Syndicalisme réformiste
Le syndicalisme réformiste est une pratique syndicale qui tend à obtenir des avancées pour les salariés par le jeu du dialogue social (entre les employeurs et les organisations syndicales ou entre le gouvernement et les organisations syndicales).
Ce type de syndicalisme est aussi qualifié de syndicalisme cogestionnaire (ou syndicalisme de cogestion), de syndicalisme d'accompagnement, ou syndicalisme de salon, selon ses opposants, ou encore de « syndicalisme social-démocrate ».
Le terme réformiste est parfois contesté car on peut considérer qu'il s'agit d'une confiscation du terme par une école de pensée syndicale.
L'utilisation de ce terme aurait pour seul but, par effet ricochet, de dire que les autres formes de syndicalisme refusent toute réforme.
Le syndicalisme réformiste s'opposerait ainsi à ce que ses tenants appellent le « syndicalisme contestataire » mais aussi à d'autres appellations comme syndicalisme de lutte ou syndicalisme révolutionnaire, soupçonné de vouloir déstabiliser la société
Cette distinction entre deux types de syndicalisme est notamment mise en avant par des médias et des politiques, en plein Mouvement social contre la loi Travail en France de 2016, caractérisés par des violences de rue et des casseurs, mais critiquée par la plupart des acteurs syndicaux. Jean-Claude Mailly, secrétaire général de Force Ouvrière, syndicat accusé de ne pas être réformiste, avait alors réagi dans Le Monde du 30 mars 2016, en soulignant que Force Ouvrière est "pour un syndicalisme réformiste" et en dénonçant une vision "simpliste" car "l’opposition réformiste/contestataire ne peut pas décrire le syndicalisme" et en soulignant qu'elle est utilisée par "des ministres" souhaitant disqualifier les syndicats s'opposant au projet de loi.

## Historique
Le syndicalisme réformiste a plusieurs origines :
- le réformisme politique socialiste qui vise à la transformation sociale progressive par la loi ;
- le syndicalisme chrétien qui refuse par principe la logique de lutte des classes.

Même si la CFDT avait déjà opéré un "recentrage" dès la fin des années 1970, à partir de 2002, le concept de « Syndicalisme réformiste » devient très présent dans les discours et positionnements de ce syndicat. Son nouveau secrétaire général François Chérèque, élu en 2002, y fait plusieurs fois référence dans une série de tribunes dans la presse, notamment en 2003 puis un livre et l'inscrit au programme des débats de l'université d’été de la CFDT en 2004.

## Moyens d'action
Dans le cadre du rapport de force, le syndicalisme réformiste dispose de plusieurs formes d'actions qui sont complémentaires et se combinent :
- Rassembler un nombre important d'adhérents afin de peser sur la société (syndicalisme de masse).
- Ne pas exclure la grève mais ne désirant la mettre en pratique que dans des cas extrêmes, une telle approche estime que la simple menace de grève peut établir le rapport de force nécessaire aux négociations.
- la négociation avec le patronat, soit lors de rencontres régulières (d'où le terme de syndicalisme de salon) soit lors d'une période de tensions (autour de la grève).

## Organisations en France
Parmi les organisations syndicales françaises réputées réformistes on trouve :
- la Confédération française démocratique du travail (CFDT)[7],
- l'Union nationale des syndicats autonomes (UNSA)[8],
- la Confédération française des travailleurs chrétiens (CFTC)[9],[10],
- la Confédération française de l'encadrement - Confédération générale des cadres (CFE-CGC)[11].

D'autres organisations sont associées aussi au réformisme, avec à certaines époques des points de vue différents:
- Force ouvrière serait passée d'une pratique syndicale largement réformiste à une pratique davantage ancrée dans l'affrontement mais elle a réfuté cette présentation, jugée abusive[2] et se déclare réformiste[2].
- La Confédération générale du travail (CGT), depuis l'arrivée à la tête de Bernard Thibault  en 1999 évolue vers un syndicalisme réformiste, cependant contesté en interne[12]. Le bilan publié chaque année par le ministère du Travail de la négociation collective en France indique que la CGT signait en 2015 84% des accords d'entreprise là où elle est présente[13],[14], proportion légèrement moins élevée que les 94% de la CFDT[14],[13]. Même ses détracteurs ne parlent plus de "syndicalisme révolutionnaire" mais de "syndicalisme contestataire"[13].

## Organisations en Belgique
- la FGTB. Le renardisme peut être considéré comme une forme de réformisme syndical.

## Autres formes de syndicalisme
- Syndicalisme d'affaire
- Syndicalisme révolutionnaire
- Syndicalisme de lutte
- Syndicalisme jaune
- Syndicalisme chrétien
- Anarcho-syndicalisme